# Gisela Menossi
Gisela Menossi (sinh năm 1988) là một thí sinh sắc đẹp người Argentina. Cô từng là thí sinh tham gia cuộc thi Hoa hậu Trái Đất Argentina 2009, một cuộc thi sắc đẹp quốc gia được tổ chức thường niên. Cô chính là thí sinh đại diện cho đất nước của mình tham gia cuộc thi Hoa hậu Trái Đất 2009, một cuộc thi sắc đẹp quốc tế hàng năm thúc đẩy nhận thức môi trường và một trong ba cuộc thi sắc đẹp lớn nhất trên thế giới, với các cuộc thi cấp quốc gia để tuyển chọn thí sinh tham gia vòng chung kết thế giới.

## Hoa hậu Trái Đất Argentina
Menossi từ tỉnh Córdoba được bầu làm Hoa hậu Trái Đất Argentina 2009 trong cuộc thi sắc đẹp Hoa hậu Argentina 2009, được sản xuất bởi N-Entertainment và tổ chức vào ngày 16 tháng 5 năm 2009, tại Civic Center Plaza, Seca, San Juan, Argentina. Cô 21 tuổi lúc tham gia cuộc thi và có chiều cao 5 feet 11 inch (1,80 m). Cuộc thi có 24 thí sinh và được phát sóng bởi Canal 5 Noticias.

## Hoa hậu Trái Đất 2009
Menossi giành vương miện và danh hiệu Hoa hậu Trái Đất Argentina. Cô đại diện cho Argentina tham gia cuộc thi Hoa hậu Trái Đất 2009 được tổ chức tại Trung tâm Hội nghị và khu nghỉ dưỡng Boracay Ecovillage ở Boracay, Philippines vào ngày 22 tháng 11 năm 2009 nhưng không đoạt giải.